# Windows 8
Windows 8 là một bản phát hành lớn của hệ điều hành Windows NT được phát triển bởi Microsoft. Nó đã được phát hành tới các nhà sản xuất vào ngày 1 tháng 8 năm 2012, và được cho phép tải xuống thông qua MSDN và TechNet vào ngày 15 tháng 8 năm 2012. Phải gần ba tháng sau khi phát hành, Windows 8 mới lần đầu tiên có mặt trên thị trường bán lẻ vào ngày 26 tháng 10 năm 2012.
Windows 8 giới thiệu nhiều thay đổi lớn tới nền tảng và giao diện người dùng của hệ điều hành Windows với mục tiêu cải thiện trải nghiệm người dùng trên các thiết bị máy tính bảng, nhằm cạnh tranh với các hệ điều hành di động như Android và iOS. Những thay đổi cụ thể bao gồm Windows Shell và màn hình Start mới được tối ưu cho màn hình cảm ứng dựa trên ngôn ngữ thiết kế Metro của Microsoft, tích hợp các dịch vụ trực tuyến, cửa hàng ứng dụng Windows Store, và tổ hợp phím tắt chụp màn hình. Nhiều tính năng trong số đó được mang tới từ Windows Phone. Windows 8 cũng bổ sung khả năng hỗ trợ USB 3.0, Advanced Format, NFC, và điện toán đám mây, cùng với màn hình khóa mới hiển thị các thông tin ngày giờ và thông báo. Các tính năng bảo mật mới cũng được giới thiệu, bao gồm phần mềm diệt virus đi kèm, tích hợp bộ lọc phishing Microsoft SmartScreen, và khả năng sử dụng Secure Boot trên một số thiết bị có hỗ trợ. Đây là phiên bản Windows đầu tiên hỗ trợ kiến trúc ARM với tên gọi Windows RT. Những mẫu CPU không có PAE, SSE2 và NX đều không được hỗ trợ trong phiên bản này.
Windows 8 nhận phải những đánh giá hầu hết mang tính tiêu cực. Mặc dù đem tới nhiều điểm đáng khen ngợi như những cải thiện về hiệu suất, bảo mật, và khả năng hỗ trợ các thiết bị cảm ứng, Windows 8 lại bị chỉ trích nặng nề bởi giao diện người dùng khó hiểu và khó sử dụng, nhất là với những người sử dụng bàn phím và chuột thay vì màn hình cảm ứng. Bất chấp những thiếu sót này, Windows 8 vẫn bán được 60 triệu giấy phép tính tới tháng 1 năm 2013, bao gồm cả lượng người dùng nâng cấp và mua PC mới cài đặt sẵn hệ điều hành.
Microsoft phát hành Windows 8.1 vào tháng 10 năm 2013; phiên bản này tập trung xử lý một số điểm phải hứng chịu chỉ trích trong Windows 8, đồng thời cũng bổ sung nhiều cải tiến khác. Windows 8 sau đó được kế nhiệm bởi Windows 10 vào tháng 7 năm 2015. Hỗ trợ dành cho các phiên bản RTM của Windows 8 đã kết thúc vào ngày 12 tháng 1 năm 2016; ngoại trừ phiên bản Windows Embedded 8 Standard, toàn bộ người dùng được yêu cầu cài đặt bản cập nhật Windows 8.1. Hỗ trợ chính cho phiên bản Windows 8 Embedded Standard đã kết thúc vào ngày 10 tháng 7 năm 2018, đồng thời hỗ trợ mở rộng cũng đã kết thúc vào ngày 11 tháng 7 năm 2023.

## Phát triển

### Quá trình phát triển ban đầu
Quá trình phát triển Windows 8 bắt đầu vào năm 2009 khi Microsoft đang hoàn thiện công việc với Windows 7. Tại Hội chợ Điện tử Tiêu dùng vào tháng 1 năm 2011, Microsoft công bố rằng phiên bản tiếp theo của Windows sẽ hỗ trợ các SoC ARM song song với những bộ xử lý 32 bit hiện có của các nhà sản xuất, nhất là AMD và Intel. Giám đốc bộ phận Windows Steven Sinofsky đã trình diễn một bản dựng ban đầu của phiên bản Windows dành cho ARM, trong khi CEO Steve Ballmer tuyên bố rằng mục tiêu của Microsoft là xây dựng Windows "chạy trên mọi loại thiết bị mà không phải đánh đổi điều gì." Vài chi tiết cũng được tiết lộ về một bộ framework ứng dụng mới dành cho Windows 8 có tên mã là "Jupiter", dùng để tạo các ứng dụng "immersive" bằng ngôn ngữ XAML (tương tự như Windows Phone và Silverlight) có thể được phân phối thông qua một hệ thống đóng gói và cửa hàng ứng dụng mới.
Bản dựng Windows 8 sớm nhất hiện đang có sẵn là 7700, được biên dịch vào ngày 22 tháng 1 năm 2010. Bản dựng này gần như giống hệt Windows 7 ngoại trừ việc nó sử dụng cùng màn hình nền với hai bản Beta và Release Candidate. Ngoài ra, một số dòng chữ nhắc tới Windows 8 cũng được tìm thấy trong công cụ Local Group Policy Editor Utility.
Vào cuối năm 2010, một số tin đồn cho biết Microsoft đang phát triển một giao diện người dùng desktop 3D dành cho các hệ thống cao cấp có tên là "Wind".
Hai bản dựng milestone của Windows 8 và một bản dựng của Windows Server 2012 đã bị rò rỉ tới công chúng. Bản dựng 7850 (Milestone 1) bị rò rỉ vào ngày 12 tháng 4 năm 2011. Đây là bản dựng đầu tiên đặt tiêu đề của cửa sổ ứng dụng ở giữa thay vì bên trái như các phiên bản Windows trước. Đây có lẽ cũng là lần đầu tiên xuất hiện phông chữ kiểu Metro, đồng thời màn hình nền trong bản dựng này còn có dòng chữ shhh. let's not leak our hard work ("suỵt. Đừng làm rò rỉ thành quả lao động vất vả của chúng tôi"). Tuy nhiên, số hiệu bản dựng chi tiết cho thấy bản dựng này đã được tạo từ ngày 22 tháng 9 năm 2010. Tới năm 2020, người ta mới phát hiện ra rằng giao diện Metro đã xuất hiện trong bản dựng này và có thể được kích hoạt khi vô hiệu hóa Redpill, một cơ chế của Microsoft nhằm che giấu những tính năng mới đang phát triển trong Windows. Màn hình Start ở phiên bản này còn rất sơ khai: một màn hình nền trắng với các ô vuông màu xám. Thanh Charms cũng xuất hiện trong bản dựng này, nhưng không thể sử dụng được. Hệ điều hành vẫn mang tên gọi "Windows 7". Bản dựng 7955 (Milestone 2) bị rò rỉ vào ngày 25 tháng 4 năm 2011. Màn hình xanh chết chóc (BSoD) truyền thống đã được thay thế bằng một màn hình đen mới, mặc dù sau này nó lại được đổi về một màu xanh khác. Bản dựng này giới thiệu bố cục giao diện "ribbon" mới trong Windows Explorer. Logo "Windows 7" được thay thế tạm thời bằng một dòng văn bản "Microsoft Confidential" ("Microsoft Tuyệt mật"). Cả hai bản dựng 7850 và 7955 đều bị rò rỉ cùng với bản dựng 7959 của Windows Server 2012. Vào ngày 17 tháng 6 năm 2011, phiên bản 64 bit của bản dựng 7989 đã bị rò rỉ. Bản dựng này đi cùng với một màn hình khởi động mới với sự xuất hiện của chú cá Betta, giống như trong màn hình nền mặc định của Windows 7 Beta, và biểu tượng chấm trắng quay tròn giống như ở phiên bản cuối cùng (mặc dù biểu tượng này có kích thước nhỏ hơn trong phiên bản chính thức). Ngoài ra bên dưới chúng còn có dòng chữ Welcome, nhưng sau đó nó đã bị loại bỏ. Đây không phải là tính năng mới có trong bản dựng này – thực chất nó đã xuất hiện từ bản dựng 7973 trước đó không lâu. Hầu hết các bản rò rỉ đều "giấu" các tính năng giao diện Metro bằng cơ chế Redpill nhằm tránh để lộ các tính năng này ra ngoài. Một công cụ mở khóa có tên là Redlock cần được sử dụng để kích hoạt giao diện Metro mới cùng với màn hình Start, màn hình khóa và các ứng dụng đã được thiết kế lại.
Bản dựng này cũng bị rò rỉ phiên bản dành cho kiến trúc x86 dưới dạng một bản dựng gỡ lỗi; ở phiên bản này, cửa sổ màn hình cài đặt sử dụng chủ đề Windows Basic thay vì Classic.
Bản dựng 8008 là bản dựng đầu tiên loại bỏ ô người dùng trên thanh tác vụ. Nó cũng đi kèm với một hình nền mới và giao diện Metro cũng được cập nhật giống với phiên bản cuối cùng của Windows 8 hơn.
Vào ngày 1 tháng 6 năm 2011, Microsoft hé lộ giao diện người dùng mới của Windows 8 cùng với một số tính năng khác tại hội chợ Computex Đài Bắc và hội nghị D9: All Things Digital ở California.
Trang blog "Building Windows 8" được bắt đầu vào ngày 15 tháng 8 năm 2011 với những thông tin chi tiết về các tính năng và quá trình phát triển của Windows 8.

### Các bản xem trước

Ảnh chụp màn hình Windows Developer Preview chạy trên hệ thống đa màn hình, biểu diễn một số tính năng

Microsoft tiếp tục tiết lộ thêm các tính năng và cải tiến trên Windows 8 trong ngày đầu tiên của hội nghị Build vào ngày 13 tháng 9 năm 2011. Bản dựng beta công khai đầu tiên của Windows 8—Windows Developer Preview (bản dựng 8102)—đã được phát hành tại sự kiện này. Một mẫu máy tính bảng Samsung chạy bản dựng này cũng được phân phát tới những người dự hội nghị.
Sau đó cùng ngày, Microsoft đã cho phép người dùng tải về phiên bản Developer Preview dành cho cả hai hệ thống 32 bit và 64 bit; cùng với đó là một phiên bản 64 bit đặc biệt đi kèm với các SDK và công cụ phát triển (Visual Studio Express và Expression Blend) để xây dựng các ứng dụng kiểu Metro. Cửa hàng Windows Store cũng được công bố trong buổi giới thiệu, nhưng chưa hoạt động trong bản dựng này. Theo Microsoft, đã có khoảng 535.000 lượt tải về phiên bản xem trước cho nhà phát triển trong vòng 12 giờ phát hành đầu. Vào tháng 2 năm 2012, phiên bản Developer Preview được thay đổi ngày hết hạn từ 11 tháng 3 năm 2012 sang 15 tháng 1 năm 2013.
Vào ngày 17 tháng 2 năm 2012, Microsoft giới thiệu logo mới dành cho Windows 8. Được thiết kế bởi nhà thiết kế Paula Scher thuộc hãng Pentagram, logo Windows được thay đổi với hình dáng giống như bốn khung cửa sổ, được tô duy nhất một màu xanh.
Vào ngày 29 tháng 2 năm 2012, Microsoft phát hành Windows 8 Consumer Preview, phiên bản beta của Windows 8, bản dựng 8250. Ngoài một số tính năng khác, phiên bản này đi cùng với một thay đổi lớn xuất hiện từ Windows 8 Consumer Preview bản dựng 8186 và từ Windows 8 Release Preview/Candidate bản dựng 8195, nút Start lần đầu tiên bị loại bỏ trong thanh tác vụ trong một bản dựng công khai của Windows 8 kể từ khi nó xuất hiện trong Windows 95; theo người quản lý của Windows Chaitanya Sareen, nút Start được loại bỏ nhằm phản ánh tầm nhìn của Microsoft rằng trên Windows 8, màn hình desktop cũng chỉ là một ứng dụng, và không phải là giao diện chính của hệ điều hành. Giống như bản Developer Preview, phiên bản Consumer Preview đã hết hạn sử dụng vào ngày 15 tháng 1 năm 2013.  
Nhiều bản dựng khác được tạo ra trong khoảng thời gian sau đó cho tới hội nghi Japan's Developers Day, khi Sinofsky thông báo Windows 8 Release Preview (bản dựng 8400) sẽ được phát hành trong tuần đầu tiên của tháng 6. Vào ngày 28 tháng 5 năm 2012, Windows 8 Release Preview (phiên bản x64 tiếng Trung giản thể, bản dựng 8400) đã bị rò rỉ trên nhiều trang web tại Trung Quốc và BitTorrent. Vào ngày 31 tháng 5 năm 2012, Windows 8 Release Preview được Microsoft phát hành công khai. Những tính năng nổi bật trong bản Release Preview bao gồm các ứng dụng Sports, Travel và News, cùng với một biến thể của Adobe Flash Player được tích hợp trong Internet Explorer. Giống như các bản Developer Preview và Consumer Preview, phiên bản Release Preview đã hết hạn sử dụng vào ngày 15 tháng 1 năm 2013.  

### Phát hành

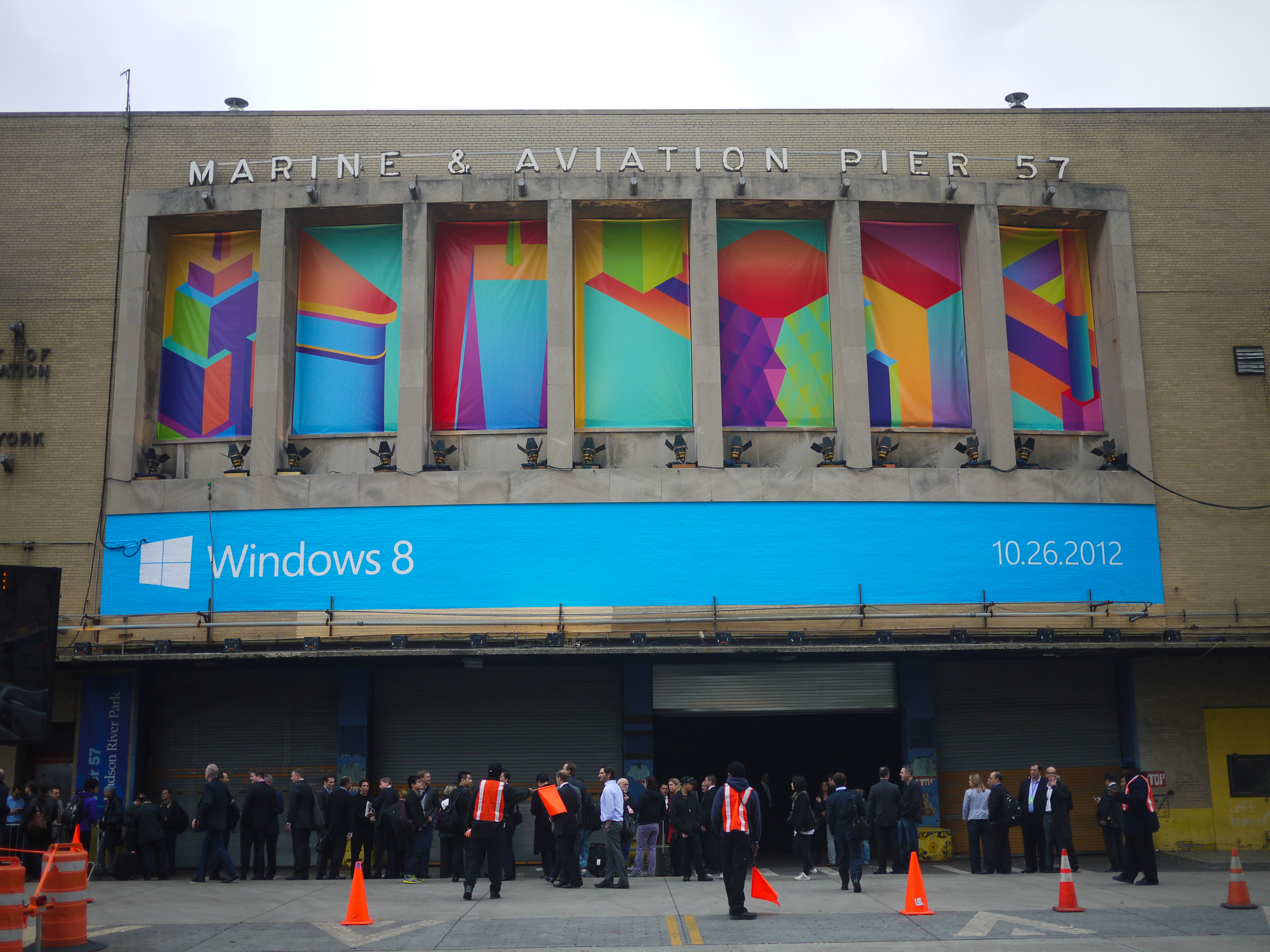
Sự kiện ra mắt Windows 8 tại Pier 57 ở Thành phố New York

Vào ngày 1 tháng 8 năm 2012, (bản dựng 9200) được phát hành tới các nhà sản xuất với số hiệu bản dựng 6.2.9200.16384, và Microsoft đã dự định tổ chức một buổi ra mắt vào ngày 25 tháng 10 năm 2012 trước khi phát hành rộng rãi một ngày sau đó. Tuy nhiên, chỉ sau một ngày phát hành tới các nhà sản xuất, một bản sao phiên bản cuối cùng của Windows 8 Enterprise N (biến thể dành cho thị trường châu Âu không đi kèm các trình phát đa phương tiện nhằm tuân thủ phán quyết của Ủy ban châu Âu về một vụ kiện chống độc quyền) đã bị rò rỉ trên mạng; tiếp sau đó vài ngày là những phiên bản cuối cùng của Windows 8 Pro và Enterprise. Vào ngày 15 tháng 8 năm 2012, Microsoft đã cho phép tải xuống Windows 8 đối với những thuê bao đăng ký MSDN và TechNet, sau đó là những khách hàng thuộc chương trình Software Assurance vào ngày 16 tháng 8 năm 2012. Các sinh viên đã đăng ký DreamSpark Premium cũng có thể tải về hệ điều hành này vào ngày 22 tháng 8 năm 2012, sớm hơn so với dự kiến. Windows 8 chính thức được phát hành rộng rãi trên thị trường bán lẻ vào ngày 26 tháng 10 năm 2012.
Có khá ít thay đổi trên phiên bản cuối cùng so với bản Release Preview. Những thay đổi này bao gồm: các bản cập nhật dành cho những ứng dụng cài đặt sẵn, đổi tên Windows Explorer thành File Explorer, thay thế chủ đề Aero Glass từ Windows Vista và Windows 7 bằng một chủ đề mới theo phong cách phẳng, và bổ sung các tùy chọn thay đổi hình nền trên màn hình Start, màn hình khóa và desktop. Trước khi Windows 8 được ra mắt rộng rãi vào ngày 26 tháng 10 năm 2012, nhiều bản cập nhật dành cho các ứng dụng đi kèm đã được phát hành, đồng thời một bản "Cập nhật Tích lũy Phát hành Rộng rãi" (bao gồm các hiệu chỉnh nhằm cải thiện hiệu suất, khả năng tương thích và thời lượng pin) cũng đã được phát hành vào ngày thứ Ba, 9 tháng 10 năm 2012. Microsoft cho biết nhờ những tiến bộ về cơ sở vật chất kiểm thử, những bản cập nhật cải thiện chung này sẽ được phát hành thường xuyên hơn qua Windows Update thay vì phải phân phối qua OEM và các gói dịch vụ.
Microsoft bắt đầu chiến dịch quảng cáo cho Windows 8 và mẫu máy tính bảng Surface của hãng vào tháng 10 năm 2012, mở đầu bằng đoạn phim quảng cáo trên truyền hình lên sóng lần đầu vào ngày 14 tháng 10 năm 2012. Chi phí cho chiến dịch rơi vào khoảng 1,5 đến 1,8 tỷ USD, lớn hơn đáng kể so với số tiền 200 triệu USD mà công ty từng chi để quảng bá Windows 95. Trong chiến dịch này, Microsoft đã lập 34 cửa hàng tạm thời tại các trung tâm thương mại để trưng bày dòng sản phẩm Surface, đồng thời hợp tác với Intel trong quá trình đào tạo các nhân viên bán lẻ. Ngoài ra, để khiến các thiết bị Windows 8 trưng bày tại các cửa hàng có tính "cá nhân" hơn, Microsoft còn xây dựng một nhân vật người dùng giả tưởng có tên là "Allison Brown" tại các thị trường nói tiếng Anh; hồ sơ của nhân vật này (bao gồm những bức ảnh, danh bạ và email cá nhân) sẽ xuất hiện trong các thiết bị Windows 8 được trưng bày tại cửa hàng bán lẻ .

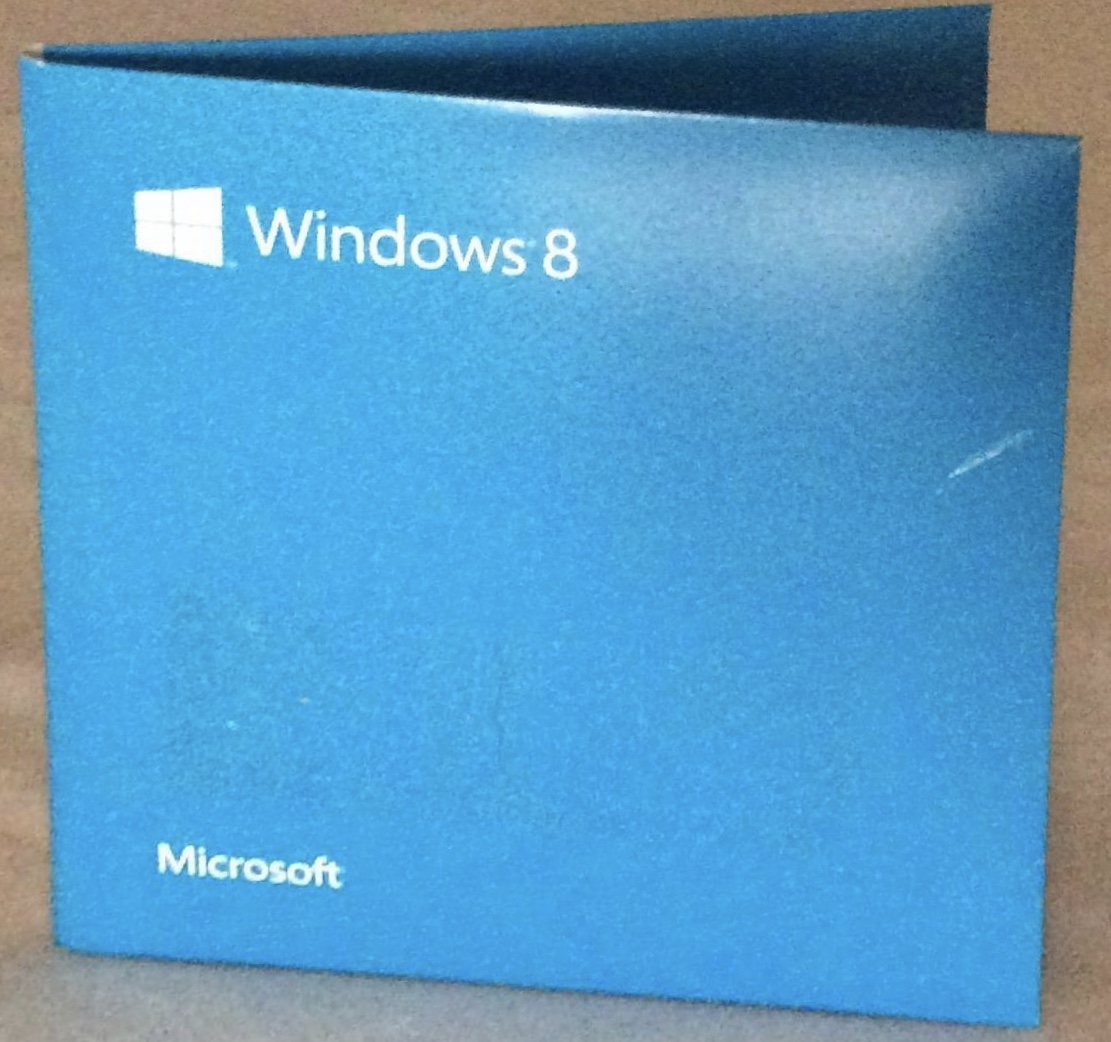
Bìa đĩa DVD Windows 8 Pro, cho phép cài đặt trên cả máy tính 32 bit và 64 bit

Vào tháng 5 năm 2013, Microsoft tiến hành chiến dịch quảng cáo truyền hình mới cho Windows 8, trong đó so sánh các chức năng và giá thành của những mẫu tablet Windows 8 với iPad; các đoạn phim quảng cáo có sự xuất hiện của trợ lý ảo Siri với những lời nhận xét về hạn chế của iPad theo kiểu giễu nhại lại chiến dịch quảng cáo "Get a Mac" của Apple. Vào ngày 12 tháng 6 năm 2013, trong trận thi đấu thứ nhất của vòng chung kết Cúp Stanley 2013, Microsoft đã công chiếu đoạn phim quảng cáo đầu tiên của chiến dịch "Windows Everywhere", trong đó quảng bá Windows 8, Windows Phone 8, và bộ dịch vụ trực tuyến của công ty như một nền tảng liên thông. Microsoft cũng thông báo sẽ hợp tác với chuỗi cửa hàng điện máy Best Buy nhằm chuyển đổi một số gian hàng PC tại Hoa Kỳ và Canada thành các cửa hàng mang thương hiệu Windows; các cửa hàng này sẽ giới thiệu và trưng bày những sản phẩm, dịch vụ của Microsoft cũng như những thiết bị Windows.

## Các tính năng mới và được cập nhật
Các tính năng mới trong Windows 8 bao gồm cải thiện thời gian khởi động thông qua việc tích hợp UEFI và chế độ "Hybrid Boot" mới (đặt hạt nhân Windows ở chế độ ngủ đông khi người dùng tắt máy để đẩy nhanh tốc độ khởi động sau này), màn hình khóa mới hiển thị thông tin ngày giờ và thông báo, và cho phép người dùng doanh nghiệp tạo các phiên bản Windows chạy trực tiếp từ ổ USB (còn gọi là Windows To Go). Hệ điều hành còn hỗ trợ các thiết bị USB 3 – cho phép truyền tải dữ liệu nhanh hơn và cải thiện khả năng quản lý năng lượng với những thiết bị tương thích – tiêu chuẩn Advanced Format 4KB trên ổ cứng, cũng như công nghệ kết nối trường gần (NFC) nhằm thuận tiện hóa quá trình chia sẻ dữ liệu và giao tiếp giữa các thiết bị.
Windows Explorer, với tên gọi mới là File Explorer, được bổ sung giao diện ribbon thay thế cho thanh lệnh. Các hộp thoại thao tác trên tập tin được cập nhật với những thông số chi tiết hơn, đồng thời còn cho phép người dùng tạm dừng quá trình truyền tải dữ liệu và cải thiện khả năng quản lý xung đột khi sao chép tập tin. Chức năng "File History" mới cho phép sao lưu và khôi phục các phiên bản cũ của tập tin từ thiết bị lưu trữ phụ, còn Storage Spaces cho phép người dùng kết hợp các ổ đĩa cứng có dung lượng khác nhau thành những ổ đĩa ảo và thiết đặt mô hình tạo bản sao, lưu bit chẵn lẻ hoặc không tạo dữ liệu dự phòng cho từng thư mục một. Để đơn giản hóa việc quản lý các tập tin và thư mục, Windows 8 giới thiệu khả năng di chuyển tập tin hoặc thư mục thông qua cử chỉ kéo thả từ một thư mục mẹ vào một thư mục con hiện trong menu breadcrumb trên thanh địa chỉ của File Explorer.
Task Manager đã được thiết kế lại, trong đó có tab tiến trình mới với tùy chọn hiển thị ít hoặc nhiều thông tin hơn về các ứng dụng đang chạy và tiến trình chạy ngầm, bản đồ nhiệt nhiều màu biểu thị mức độ sử dụng tài nguyên, thông tin phần trăm sử dụng mạng và ổ đĩa, bố cục hiển thị phân theo loại tiến trình (ví dụ như các ứng dụng, tiến trình nền và tiến trình Windows), tên tiến trình dễ đọc hơn, và tùy chọn mới cho phép người dùng tìm kiếm thông tin về những tiến trình lạ trên web. Ngoài ra, Màn hình xanh chết chóc cũng được cập nhật với thiết kế đơn giản và hiện đại hơn, hiển thị ít thông tin kỹ thuật hơn.

### An toàn và bảo mật
Các tính năng bảo mật mới trong Windows 8 bao gồm hai phương pháp xác thực mới được thiết kế cho người dùng màn hình cảm ứng (PIN và mật khẩu hình ảnh), bổ sung chức năng diệt virus cho Windows Defender (khiến phần mềm này trở nên tương đồng với Microsoft Security Essentials). tích hợp bộ lọc SmartScreen vào Windows, và cho phép phụ huynh giám sát và quản lý hoạt động của con cái trên thiết bị thông qua Family Safety. Windows 8 còn cung cấp lựa chọn khôi phục hệ thống thông qua hai tính năng "Refresh" và "Reset", bao gồm cả khôi phục hệ thống từ ổ đĩa USB. Bản vá bảo mật đầu tiên của Windows 8 được phát hành vào ngày 13 tháng 11 năm 2012, trong đó khắc phục ba vấn đề mà công ty đánh giá là "nghiêm trọng".
Windows 8 hỗ trợ một tính năng có trong tiêu chuẩn UEFI có tên là "Secure Boot", trong đó hệ thống sử dụng hạ tầng khóa công khai để xác thực sự toàn vẹn của hệ điều hành và ngăn các chương trình không được cấp phép như bootkit xâm nhập vào quá trình khởi động của thiết bị. Một số thiết bị đi kèm Windows 8 có thể nhận được "chứng nhận" từ Microsoft; chúng phải kích hoạt mặc định Secure Boot và cung cấp cách thức để người dùng vô hiệu hóa hoặc thiết lập lại tính năng này. Các thiết bị Windows RT dựa trên ARM phải kích hoạt vĩnh viễn Secure Boot.

### Dịch vụ và chức năng trực tuyến
Các dịch vụ trực tuyến từ Microsoft và một số công ty khác được tích hợp chặt chẽ hơn trong Windows 8. Người dùng có thể đăng nhập vào Windows bằng tài khoản Microsoft và sử dụng tài khoản này để đồng bộ hóa các ứng dụng và cài đặt giữa nhiều thiết bị. Một ứng dụng mới dành cho dịch vụ lưu trữ đám mây SkyDrive của Microsoft cho phép các ứng dụng lưu tập tin trực tiếp vào không gian lưu trữ này. Tuy nhiên, ứng dụng SkyDrive cho môi trường desktop và File Explorer không được đi cùng với Windows 8 và phải được tải về thủ công. Các ứng dụng đa phương tiện đi kèm được cung cấp dưới nhãn hiệu Xbox, bao gồm Xbox Music, Xbox Video, và ứng dụng đồng hành Xbox SmartGlass sử dụng kèm với Xbox 360. Ứng dụng Xbox Live Hub còn hỗ trợ kết nối với các tựa game, cho phép người dùng xem hồ sơ và điểm Gamerscore của cá nhân. Những ứng dụng đi kèm khác cung cấp khả năng liên kết với Flickr và Facebook. Tuy nhiên, do thay đổi dịch vụ từ Facebook Connect, hỗ trợ dành cho Facebook đã bị vô hiệu hóa ở tất cả các ứng dụng đi kèm kể từ ngày 8 tháng 6 năm 2015.
Internet Explorer 10 được cài đặt sẵn với hai biến thể – một chương trình trên desktop và một ứng dụng tối ưu hóa cho cử chỉ cảm ứng. Trình duyệt này còn bổ sung khả năng hỗ trợ HTML5, CSS3, và tăng tốc phần cứng. Phiên bản ứng dụng dành cho màn hình cảm ứng không hỗ trợ các plugin hay thành phần ActiveX, nhưng có đi kèm một biến thể của Adobe Flash Player tối ưu cho cử chỉ cảm ứng và sử dụng năng lượng thấp. Ban đầu, Adobe Flash chỉ hoạt động trên các trang web có trong danh sách trắng "Compatibility View"; tuy nhiên, sau khi nhận được những phản hồi từ người dùng và kết quả kiểm tra tương thích bổ sung, một bản cập nhật vào tháng 3 năm 2013 đã được phát hành, trong đó thay thế danh sách trắng trên bằng một danh sách đen các trang web có vấn đề tương thích, cho phép Flash mặc định được sử dụng với hầu hết các trang web. Biến thể desktop không có những hạn chế trên.
Windows 8 còn cải thiện khả năng hỗ trợ mạng di động; hệ điều hành giờ đã có thể phát hiện thẻ SIM được người dùng lắp vào thiết bị và tự động thiết lập các cài đặt kết nối (bao gồm APN và tên nhà mạng), cũng như cho phép giảm mức sử dụng Internet để tiết kiệm băng thông trên các mạng có gói sử dụng dữ liệu giới hạn. Hệ thống còn đi kèm cài đặt chế độ máy bay cho phép người dùng tắt tất cả kết nối không dây. Các nhà mạng cũng có thể cung cấp hệ thống quản lý thuê bao thông qua ứng dụng trên Windows Store; chúng có thể được cài đặt tự động trong quá trình kết nối và hiển thị thông số sử dụng trên Live Tile.

### Ứng dụng Windows Store

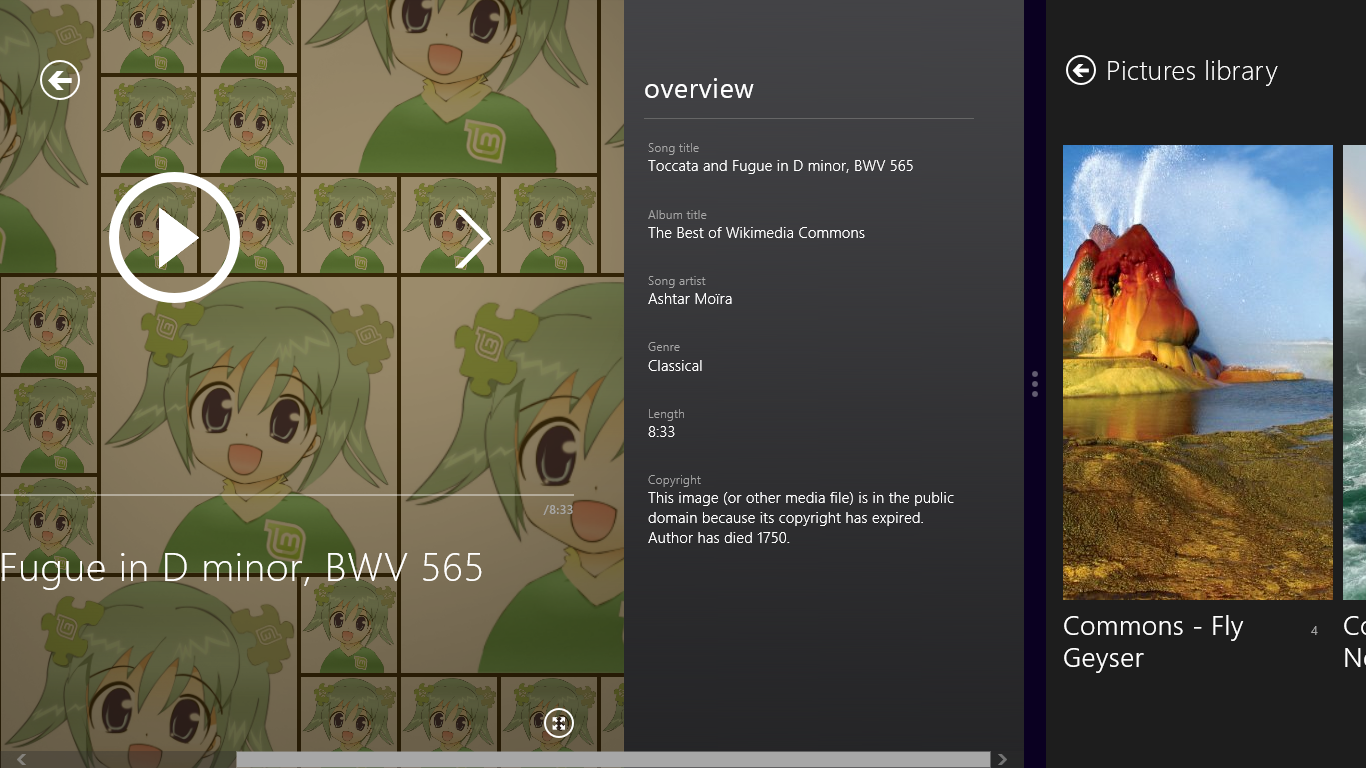
Tính năng Snap: Xbox Music, cùng với ứng dụng Photos được snap vào một thanh bên ở cạnh phải màn hình

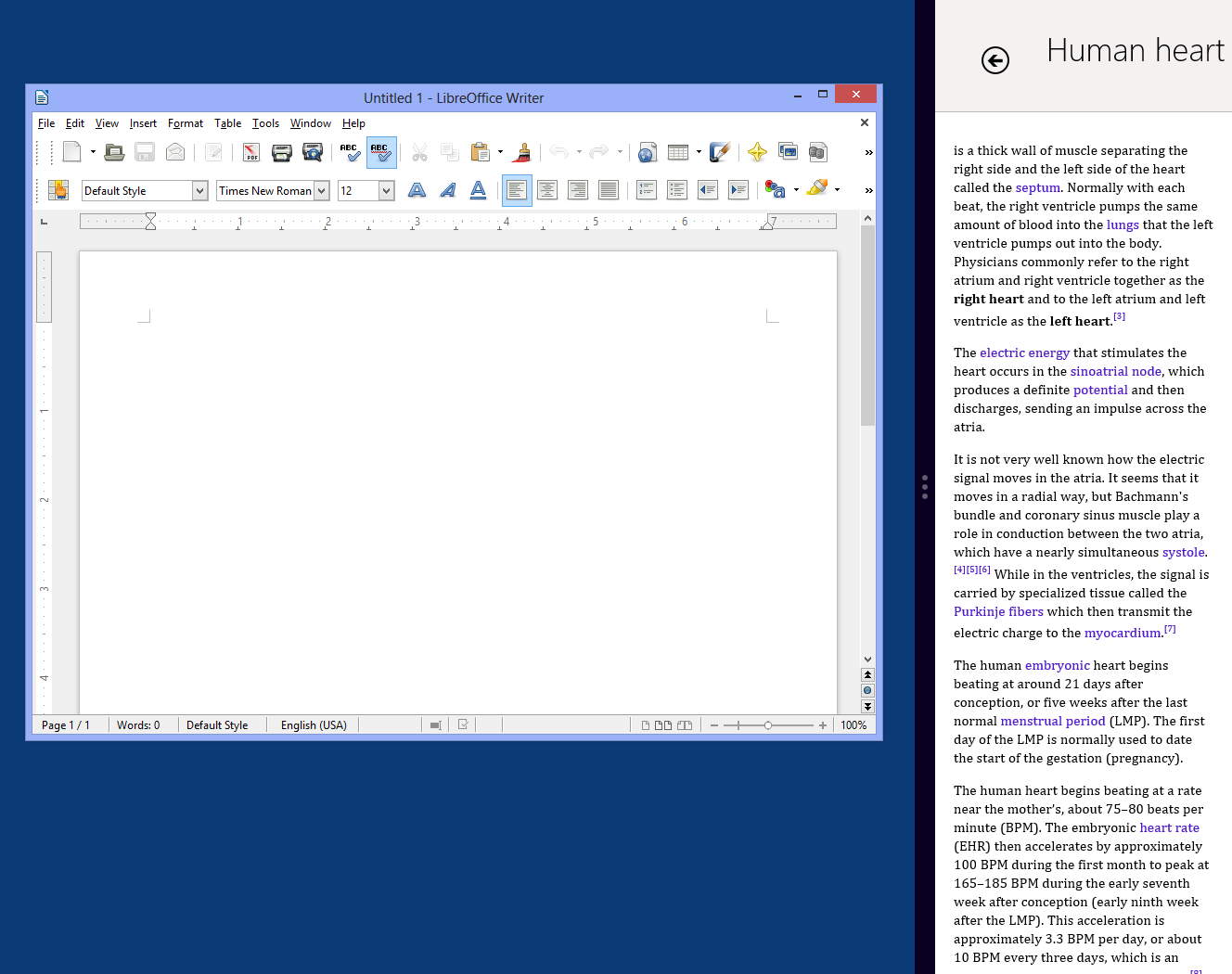
Tính năng Snap: Màn hình desktop, cùng với Ứng dụng Wikipedia được snap vào một thanh bên ở cạnh phải màn hình. Trong Windows 8, desktop và mọi thứ bên trong màn hình này được coi như một ứng dụng kiểu Metro.

Windows 8 giới thiệu một phong cách ứng dụng mới với tên gọi ứng dụng Windows Store. Theo Jensen Harris, nhà phát triển của Microsoft, các ứng dụng này được tối ưu hóa cho môi trường màn hình cảm ứng và mang tính chuyên dụng hơn những ứng dụng desktop hiện có. Chúng có thể chạy ở chế độ toàn màn hình hoặc được "snap" vào một bên màn hình, hiển thị các thông báo trên màn hình hoặc cập nhật các nội dung động trên ô ứng dụng ở màn hình Start. Các ứng dụng có thể sử dụng "contract"; một tập hợp các hook nhằm cung cấp chức năng chung có khả năng tích hợp với những ứng dụng khác, bao gồm các tính năng tìm kiếm và chia sẻ. Ngoài ra, các ứng dụng Windows Store còn có thể cung cấp khả năng tích hợp với những dịch vụ khác; ví dụ, ứng dụng People có thể kết nối tới nhiều dịch vụ mạng xã hội khác nhau (như Facebook, Skype, và dịch vụ People), trong khi ứng dụng Photos có thể tổng hợp hình ảnh từ các dịch vụ như Facebook và Flickr.
Các ứng dụng Windows Store chạy thông qua một bộ API mới có tên là Windows Runtime, hỗ trợ các ngôn ngữ lập trình như C, C++, Visual Basic .NET, C#, cùng với HTML5 và JavaScript. Những ứng dụng dành cho Windows Runtime được viết bằng các ngôn ngữ "bậc cao" có thể tương thích với cả hai phiên bản Windows trên Intel và ARM. Các thành phần trong ứng dụng có thể được biên dịch thành Thành phần Windows Runtime, cho phép chúng được sử dụng bởi tất cả những ngôn ngữ tương thích. Để đảm bảo sự ổn định và bảo mật, các ứng dụng được chạy trong môi trường hộp cát và cần phải được cấp quyền để sử dụng một số chức năng khác, như truy cập Internet hay máy ảnh.
Các phiên bản bán lẻ của Windows 8 chỉ có thể cài đặt những ứng dụng này thông qua Windows Store – một nền tảng phân phối cung cấp cả ứng dụng và danh sách những chương trình desktop đã được chứng nhận tương thích với Windows 8. Những thiết bị chạy Windows 8 Enterprise và đã gia nhập vào một miền có thể sideload các ứng dụng ngoài Windows Store; những thiết bị Windows 8 Pro và Windows RT không tham gia miền cũng có thể sideload ứng dụng, nhưng người dùng cần nhập khóa sản phẩm đặc biệt thông qua cấp phép số lượng lớn.
Thuật ngữ "ứng dụng Immersive" đã được nhân viên Microsoft sử dụng trong nội bộ công ty để chỉ các ứng dụng này trước khi Windows 8 được chính thức xuất hiện lần đầu tiên; kể từ sau đó chúng được gọi là "ứng dụng kiểu Metro" nhằm nhắc tới ngôn ngữ thiết kế Metro. Thuật ngữ này sau đó đã dần bị loại bỏ vào tháng 8 năm 2012; một người phát ngôn của Microsoft đã phủ nhận những tin đồn cho rằng thay đổi này liên quan tới một vấn đề về thương hiệu, đồng thời cho biết "Metro" chỉ là tên mã tạm thời chờ được thay thế trước khi phát hành chính thức Windows 8. Sau những báo cáo trên, những thuật ngữ như "ứng dụng kiểu Modern UI", "ứng dụng kiểu Windows 8", và "ứng dụng Windows Store" bắt đầu được sử dụng trong nhiều tài liệu của Microsoft để chỉ những ứng dụng kiểu mới. Trong một buổi phỏng vấn vào ngày 12 tháng 12 năm 2012, Soma Somasegar (phó giám đốc bộ phần phát triển phần mềm của Microsoft) đã xác nhận "ứng dụng Windows Store" sẽ là thuật ngữ chính thức dành cho các ứng dụng này. Một bài viết của MSDN giải thích về ngôn ngữ thiết kế Metro đã sử dụng thuật ngữ "thiết kế Modern" để chỉ tới ngôn ngữ này.

#### Trình duyệt web
Một số hạn chế của ứng dụng Windows Store không áp dụng đối với các trình duyệt web. Trình duyệt mặc định của người dùng có thể phân phối một phiên bản trình duyệt kiểu Metro trong cùng gói ứng dụng với phiên bản desktop; phiên bản này có thể truy cập vào các chức năng mà những ứng dụng khác không có, ví dụ như chạy thường trực trong nền, sử dụng nhiều tiến trình nền, hay dùng mã Windows API thay vì WinRT (cho phép tái sử dụng mã có trong phiên bản desktop, nhưng vẫn tận dụng được những tính năng có trong ứng dụng Windows Store như thanh Charms).
Chrome và Firefox là hai trình duyệt web đã phát triển các biến thể kiểu Metro; trong khi "chế độ Windows 8" của Chrome (đã ngừng hoạt động từ phiên bản Chrome 49) sử dụng phiên bản toàn màn hình của giao diện desktop hiện có, biến thể của Firefox (lần đầu tiên có sẵn trên kênh phát hành "Aurora" vào tháng 9 năm 2013) sử dụng giao diện tối ưu hóa cho cảm ứng được lấy cảm hứng từ phiên bản Firefox trên Android. Vào tháng 10 năm 2013, ứng dụng Chrome được thay đổi với giao diện giống như môi trường desktop trên ChromeOS. Quá trình phát triển ứng dụng Firefox cho Windows 8 cuối cùng đã bị hủy bỏ do sự thờ ơ của người dùng ở những phiên bản beta.

### Giao diện và desktop
Windows 8 đem tới những thay đổi đáng kể tới giao diện người dùng của hệ điều hành, trong đó có nhiều thay đổi nhằm cải thiện trải nghiệm trên máy tính bảng và các thiết bị màn hình cảm ứng khác. Giao diện người dùng mới được dựa trên ngôn ngữ thiết kế Metro của Microsoft và sử dụng màn hình Start làm phương thức chính để khởi động các ứng dụng, tương tự như Windows Phone 7. Màn hình Start hiển thị các ô vuông có thể tùy chỉnh được liên kết tới các ứng dụng và chương trình desktop, một số trong đó có thể hiển thị những thông tin và nội dung cập nhật liên tục thông qua tính năng "live tiles". Các ứng dụng có thể được "snap" vào một bên màn hình để thực hiện đa nhiệm. Ngoài Control Panel truyền thống, một ứng dụng cài đặt mới với giao diện đơn giản hóa và tối ưu cho cử chỉ cảm ứng có tên là "PC Settings" được sử dụng dành cho một số thiết lập cơ bản và cài đặt người dùng. Nhiều tùy chọn nâng cao vẫn được truy cập thông qua Control Panel và không thể thiết lập trong PC Settings.
Một thanh công cụ dọc có tên gọi là Charms (truy cập bằng cách vuốt từ cạnh phải màn hình cảm ứng, vuốt từ cạnh phải trên bàn di chuột, hoặc trò chuột vào hai góc trên dưới bên phải màn hình) cung cấp cho người dùng quyền truy cập vào các chức năng liên quan đến hệ thống và ứng dụng, ví dụ như tìm kiếm, chia sẻ, quản lý thiết bị, cài đặt và nút Start. Môi trường desktop truyền thống để chạy các ứng dụng desktop được truy cập thông qua một ô trên màn hình Start. Nút Start trên thanh tác vụ ở các phiên bản Windows trước đã được chuyển đổi thành một điểm nóng (hoặc "góc nóng") ở góc dưới bên trái màn hình; khi di chuột tới sẽ hiển thị một hình thu nhỏ của màn hình Start. Windows 8.1 đã đưa nút Start quay trở lại thanh tác vụ sau những phàn nàn của người dùng, đồng thời loại bỏ hình thu nhỏ xem trước nói trên. Vuốt từ cạnh trái màn hình cảm ứng hoặc nhấp chuột vào góc trên bên trái màn hình cho phép người dùng chuyển đổi giữa các ứng dụng và màn hình Desktop. Một danh sách các ứng dụng đang hoạt động sẽ được hiển thị khi người dùng trỏ chuột vào góc trên bên trái màn hình rồi di chuột xuống. Ngoài việc loại bỏ nút Start và thay thế chủ đề Aero Glass với một thiết kế phẳng hơn, giao diện desktop trên Windows 8 vẫn tương tự như trên Windows 7.

## Các tính năng bị loại bỏ
Một số tính năng nổi bật đã bị loại bỏ trong Windows 8; Windows Media Player nay không còn hỗ trợ phát DVD-Video do chi phí giấy phép dành cho các bộ giải mã (nhất là với những thiết bị không có ổ đĩa quang) và sự phổ biến của các dịch vụ streaming trực tuyến. Cũng bởi lý do đó mà Windows Media Center mặc định không còn được đi kèm với Windows 8. Tuy nhiên, hai tính năng trên đều có thể được bổ sung thông qua các gói trả tiền "Pro Pack" (nhằm nâng cấp hệ thống lên Windows 8 Pro) cho Windows 8 hoặc "Media Center Pack" dành cho Windows 8 Pro. Giống như những phiên bản trước, các phần mềm phát DVD bên thứ ba vẫn có thể được sử dụng.
Backup and Restore, tiện ích sao lưu của Windows, đã bị khai tử. Nó vẫn có trong Windows 8 và tiếp tục hoạt động theo lịch trình định sẵn, nhưng chỉ chạy trong nền và chỉ có thể truy cập thông qua một ứng dụng con trong Control Panel có tên là "Windows 7 File Recovery".:76 Shadow Copy, một thành phần trong Windows Explorer cho phép lưu các phiên bản trước đó của tập tin, sẽ không còn bảo vệ các tập tin và thư mục cục bộ trên máy. Tính năng này chỉ còn có thể truy cập các phiên bản cũ của những tập tin chia sẻ lưu trên máy tính Windows Server.:74 Tuy nhiên, hệ thống con cốt lõi của những tính năng trên vẫn có thể được sử dụng bởi các phần mềm khác.:74

## Yêu cầu hệ thống

### Máy tính cá nhân
Yêu cầu phần cứng tối thiểu của Windows 8 cao hơn một chút so với Windows 7. Bộ vi xử lý phải hỗ trợ Physical Address Extension (PAE), NX bit, và SSE2. Các ứng dụng Windows Store yêu cầu màn hình có độ phân giải 1024x768 trở lên; chức năng snap yêu cầu màn hình có độ phân giải 1366×768 trở lên. Để nhận được chứng chỉ tương thích với Windows 8, Microsoft yêu cầu hệ thống x86 có thể tiếp tục từ chế độ chờ trong vòng 2 giây trở xuống.
| Yêu cầu           | Tối thiểu                                                              | Khuyên dùng |
| ----------------- | ---------------------------------------------------------------------- | --- |
| Vi xử lý          | Tốc độ xung nhịp 1 GHz Kiến trúc IA-32 hoặc x64 Hỗ trợ PAE, NX và SSE2 | Kiến trúc x64 Hỗ trợ Second Level Address Translation (SLAT) để sử dụng cho Hyper-V                                                   |
| Bộ nhớ (RAM)      | Phiên bản IA-32: 1 GB Phiên bản x64: 2 GB                              | 4 GB |
| Card đồ họa       | Thiết bị đồ họa DirectX 9 Trình điểu khiển WDDM 1.0 hoặc cao hơn       | Thiết bị đồ họa DirectX 10 |
| Màn hình hiển thị | —                                                                      | 1024×768 pixel |
| Thiết bị đầu vào  | Bàn phím và chuột                                                      | Màn hình cảm ứng đa điểm |
| Dung lượng ổ cứng | Phiên bản IA-32: 16 GB Phiên bản x64: 20 GB                            | — |
| Khác              | —                                                                      | UEFI v2.3.1 Errata B với Microsoft Windows Certification Authority trong cơ sở dữ liệu Trusted Platform Module (TPM) Kết nối Internet |

Tiêu chuẩn Connected Standby của Microsoft yêu cầu mức sử dụng năng lượng cao hơn so với thông số tối thiểu nêu trên. Các nhà sản xuất phần cứng có thể lựa chọn tuân theo hoặc không tuân thủ tiêu chuẩn này. Tiêu chuẩn bao gồm một số yêu cầu bảo mật được thiết kế nhẳm cải thiện khả năng bảo mật vật lý, trong đó nổi bật nhất là ngăn chặn tấn công khởi động lạnh.
Các bản SKU 32-bit của Windows 8 chỉ hỗ trợ tối đa 4 GB RAM, trong khi bản 64-bit hỗ trợ nhiều bộ nhớ hơn: Windows 8 x64 hỗ trợ 128 GB còn Windows 8 Pro và Enterprise x64 hỗ trợ 512 GB.
Vào tháng 1 năm 2016, Microsoft thông báo rằng kể từ ngày 17 tháng 7 năm 2018, hãng sẽ không còn hỗ trợ Windows 8.1 hoặc 7 trên các thiết bị sử dụng họ CPU Intel Skylake, và tất cả các vi kiến trúc CPU trong tương lai cũng như các hệ thống Skylake sẽ chỉ được hỗ trợ trên Windows 10. Sau hạn chót trên, người dùng những nền tảng này chỉ nhận được các bản cập nhật bảo mật quan trọng. Khi chính sách mới này nhận phải những chỉ trích từ người dùng và khách hàng doanh nghiệp, Microsoft đã phải rút lại một phần thay đổi trên và cho biết cả hai hệ điều hành sẽ tiếp tục được hỗ trợ trên phần cứng Skylake cho đến hết vòng đời hỗ trợ mở rộng. Windows 8.1 vẫn tiếp tục không được hỗ trợ chính thức trên mọi họ CPU mới hơn, và cả AMD lẫn Intel đều sẽ không cung cấp driver chipset chính thức cho các hệ điều hành Windows ngoài phiên bản Windows 10. Tuy nhiên, vào tháng 8 năm 2016, Microsoft một lần nữa gia hạn chính sách hỗ trợ Skylake cho tới hết thời gian hỗ trợ của Windows 7 và 8.1 (lần lượt là 2020 và 2023).

### Máy tính bảng và thiết bị lai
Microsoft đưa ra yêu cầu phần cứng tối thiểu cho các thiết bị tablet và laplet để nhận được "chứng nhận" cho Windows 8, đồng thời đưa ra định nghĩa dạng thức "convertible" (có thể chuyển đổi) là một thiết bị độc lập kết hợp PC, màn hình và nguồn điện sạc được với bán phím gắn cơ học và thiết bị trỏ trong một khung máy duy nhất. Một thiết bị convertible có thể chuyển đổi thành một tablet, trong đó các thiết bị đầu vào gắn ngoài được giấu đi hoặc tháo rời, chỉ còn lại màn hình là cơ chế nhập vào duy nhất. Vào ngày 12 tháng 3 năm 2013, Microsft thay đổi yêu cầu chứng nhận, trong đó chỉ yêu cầu màn hình tablet có độ phân giải tối thiểu 1024×768 (trước đó là 1366×768). Yêu cầu mới này được đưa ra nhằm cho phép "sự linh hoạt lớn hơn trong việc thiết kế" những sản phẩm sau này.
| Card đồ họa   | Bộ xử lý đồ họa DirectX 10 với trình điều khiển WDDM 1.2 hoặc mới hơn |
| Lưu trữ       | 10 GB dung lượng trống, sau khi quá trình thiết lập hoàn thành |
| Nút bấm chuẩn | Nguồn, Khóa xoay màn hình, Nút Windows, Tăng âm lượng, Giảm âm lượng |
| Màn hình      | Màn hình cảm ứng hỗ trợ bộ số hóa tối thiểu 5 điểm và độ phân giải ít nhất là 1024×768. Kích thước thực tế của tấm nền hiển thị phải khớp với tỷ lệ khung hình của độ phân giải thấp, tức là có thể lớn hơn 1024 (chiều ngang) và 768 (chiều dọc). Độ sâu màu gốc tối thiểu là 32 bit. Nếu độ phân giải hiển thị dưới 1366×768, tài liệu hướng dẫn phải có dòng thông báo người dùng rằng chức năng Snap không khả dụng. |
| Máy ảnh       | Tối thiểu 720p (HD) |
| Gia tốc kế    | 3 trục với tần số dữ liệu từ 50 Hz trở lên |
| USB 2.0       | Tối thiểu một thẻ điều khiển và một cổng. |
| Kết nối       | Wi-Fi và Bluetooth 4.0 + LE |
| Khác          | Loa, microphone, từ kế và con quay hồi chuyển. Nếu hệ thống tablet hoặc convertible có tích hợp thiết bị mạng di động, A-GPS là bắt buộc. Các thiết bị hỗ trợ kết nối trường gần (NFC) cần có dấu hiệu để giúp người dùng nhận diện vị trí sử dụng công nghệ này. Tổ hợp phím ngắt mới thay thế cho Ctrl + Alt + Del là Nút Windows + Nguồn.                                                                             |

Yêu cầu mới được áp dụng để phù hợp với sự ra mắt của Windows 8.1. Tới năm 2014, tất cả các thiết bị đạt chứng nhận phải có webcam 720p cùng với loa và micro chất lượng cao hơn, đồng thời tất cả các thiết bị hỗ trợ Wi-Fi cũng phải hỗ trợ cả Bluetooth. Vào năm 2015, tất cả các thiết bị nhận được chứng chỉ phải bao gồm chip Trusted Platform Module 2.0.

## Các phiên bản
Windows 8 có sẵn ba phiên bản khác nhau, trong đó chỉ có hai phiên bản cơ bản, Windows 8 và Windows 8 Pro, được bán lẻ ở hầu hết các quốc gia và cài sẵn trên các máy tính mới. Mỗi phiên bản Windows 8 bao gồm tất cả các khả năng và tính năng của phiên bản trước đó, đồng thời bổ sung thêm các tính năng bổ sung hướng tới các phân khúc thị trường của chúng. Ví dụ: Phiên bản Pro đã thêm BitLocker, Hyper-V, khả năng tham gia miền và khả năng cài đặt Windows Media Center dưới dạng tiện ích bổ sung trả phí. Người dùng Windows 8 có thể mua giấy phép "Pro Pack" để nâng cấp hệ thống của họ lên Windows 8 Pro thông qua Add features to Windows. Giấy phép này cũng bao gồm cả Windows Media Center. Windows 8 Enterprise chứa các tính năng bổ sung hướng tới môi trường doanh nghiệp và chỉ có sẵn thông qua cấp phép số lượng lớn. Một phiên bản Windows 8 dành cho kiến trúc ARM, Windows RT, được bán trên thị trường dưới dạng phiên bản của Windows 8, nhưng chỉ được đưa vào dưới dạng phần mềm cài đặt sẵn trên các thiết bị được phát triển riêng cho nó.
Windows 8 được phân phối dưới dạng sản phẩm bán lẻ trên DVD và thông qua bản tải xuống kỹ thuật số có thể được chuyển đổi thành phương tiện cài đặt DVD hoặc USB. Từ khi ra mắt cho đến ngày 31 tháng 1 năm 2013, như một phần của chương trình khuyến mãi ra mắt, Microsoft đã cung cấp các bản nâng cấp Windows 8 Pro với mức giá chiết khấu là 39,99 USD trực tuyến hoặc 69,99 USD cho phiên bản bán lẻ; sau đó giá Windows 8 là 119,99 USD và giá Pro là 199,99 USD. Những người mua PC mới cài sẵn Windows 7 Home Basic, Home Premium, Professional hoặc Ultimate trong khoảng thời gian từ ngày 2 tháng 6 năm 2012 đến ngày 31 tháng 1 năm 2013, có thể mua bản nâng cấp Windows 8 Pro kỹ thuật số với giá 14,99 USD. Một số nhà sản xuất PC đã đưa ra các khoản giảm giá và hoàn lại tiền cho các bản nâng cấp Windows 8 có được thông qua các chương trình khuyến mãi trên một số mẫu máy chọn lọc, chẳng hạn như của Hewlett-Packard (ở Hoa Kỳ và Canada đối với một số mẫu máy chọn lọc) và Acer (ở Châu Âu trên một số mẫu Ultrabook được chọn). Trong các đợt khuyến mại này, gói bổ sung Windows Media Center dành cho Windows 8 Pro cũng được cung cấp miễn phí.
Không giống như các phiên bản Windows trước, Windows 8 chỉ được phân phối bán lẻ theo giấy phép "Nâng cấp", yêu cầu một phiên bản Windows đã được cài đặt trước. SKU "phiên bản đầy đủ", với chi phí đắt hơn nhưng có thể được cài đặt trên các máy tính không có hệ điều hành đủ điều kiện hoặc không có hệ điều hành nào, đã bị ngừng sản xuất. Thay cho phiên bản đầy đủ, SKU "System Builder" chuyên dụng đã được giới thiệu. "System Builder" đã thay thế SKU của nhà sản xuất thiết bị gốc (OEM), vốn chỉ được phép sử dụng trên PC nhằm mục đích bán lại nhưng đã bổ sung thêm quyền miễn trừ "Giấy phép sử dụng cá nhân" chính thức cho phép người dùng mua và sử dụng cá nhân trên máy tính sản xuất tại nhà.
Việc phân phối bán lẻ Windows 8 đã ngừng hoạt động để nhường chỗ cho Windows 8.1. Không giống như Windows 8, 8.1 có sẵn dưới dạng "phiên bản phần mềm đầy đủ" dưới dạng DVD đóng gói và tải xuống trực tuyến, đồng thời không yêu cầu có sẵn phiên bản Windows trước để cài đặt. Giá của các bản sao mới này vẫn giống với Windows 8. Với việc bản phát hành bán lẻ của Windows 8.1 trở lại là phiên bản phần mềm đầy đủ, quyền miễn trừ "Giấy phép Sử dụng Cá nhân" đã bị loại bỏ khỏi SKU OEM, nghĩa là những người dùng cuối tự xây dựng PC cho mục đích cá nhân phải sử dụng phiên bản bán lẻ hoàn chỉnh để đáp ứng các yêu cầu giấy phép của Windows 8.1. Windows 8.1 with Bing là một SKU đặc biệt dành riêng cho OEM của Windows 8.1 được hỗ trợ bởi công cụ tìm kiếm Bing của Microsoft.

## Tương thích phần mềm
Ba phiên bản Windows 8 dành cho máy tính để bàn hỗ trợ kiến trúc 32 bit và 64 bit; các bản sao bán lẻ của Windows 8 bao gồm đĩa DVD cài đặt cho cả hai loại kiến trúc, trong khi trình cài đặt trực tuyến sẽ tự động cài đặt biến thể tương ứng với kiến trúc cài đặt Windows hiện có của hệ thống. Phiên bản 32-bit chạy trên CPU tương thích với thế hệ thứ 3 của kiến trúc x86 (được gọi là IA-32) hoặc mới hơn, và có thể chạy các ứng dụng 32-bit và 16-bit, mặc dù hỗ trợ 16-bit phải được kích hoạt trước tiên. (các ứng dụng 16-bit được phát triển cho CPU tương thích với x86 thế hệ thứ 2, được hình thành lần đầu tiên vào năm 1978. Microsoft đã bắt đầu rời bỏ kiến trúc này sau Windows 95.)
Biến thể 64-bit chạy trên CPU tương thích với thế hệ x86 thứ 8 (được gọi là x86-64 hay x64) hoặc mới hơn, và có thể chạy các chương trình 32-bit và 64-bit. Các chương trình và hệ điều hành 32-bit bị hạn chế chỉ hỗ trợ 4 gigabyte bộ nhớ, trong khi về mặt lý thuyết, hệ thống 64 bit có thể hỗ trợ 2048 gigabyte bộ nhớ. Các hệ điều hành 64-bit yêu cầu một bộ trình điều khiển thiết bị khác với hệ điều hành 32-bit.
Windows RT, phiên bản Windows 8 duy nhất dành cho hệ thống sử dụng bộ xử lý ARM, chỉ hỗ trợ các ứng dụng đi kèm hệ thống (chẳng hạn như một biến thể đặc biệt của Office 2013), được cung cấp thông qua Windows Update hoặc ứng dụng Windows Store, để đảm bảo rằng hệ thống chỉ chạy các ứng dụng được tối ưu hóa cho kiến trúc này. Windows RT không hỗ trợ chạy các ứng dụng IA-32 hoặc x64. Các ứng dụng Windows Store có thể hỗ trợ cả kiến trúc x86 và ARM, hoặc có thể được biên dịch để hỗ trợ một kiến trúc cụ thể khác.
Hỗ trợ cho IE10 trên Windows Server 2012 và Windows Embedded 8 Standard đã kết thúc vào ngày 31 tháng 1 năm 2020.

## Đón nhận

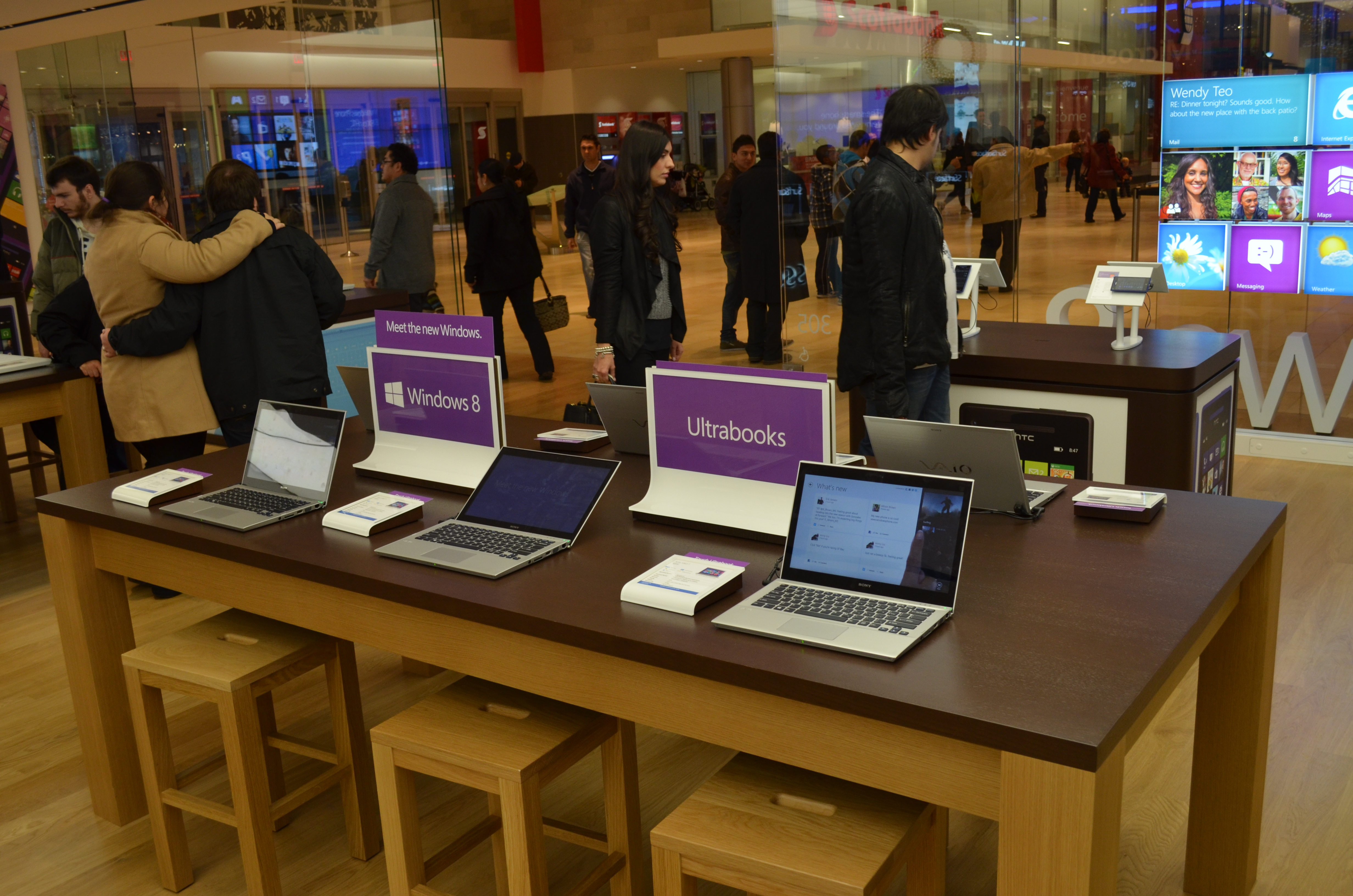
Khu trưng bày thiết bị ultrabook chạy Windows 8 tại một cửa hàng Microsoft Store ở Toronto

### Tiền phát hành
Sau khi ra mắt Windows 8, Microsoft đã phải đối mặt với những lời chỉ trích (đặc biệt là từ những người ủng hộ phần mềm tự do) vì bắt buộc các thiết bị phải nhận được chứng nhận tùy chọn dành cho Windows 8 phải bật tính năng khởi động an toàn (Secure Boot) theo mặc định bằng cách sử dụng khóa do Microsoft cung cấp. Người ta lo ngại rằng khởi động an toàn có thể ngăn cản hoặc cản trở việc sử dụng các hệ điều hành thay thế như Linux. Trong một bài đăng thảo luận về khả năng khởi động an toàn trên blog Building Windows 8, nhà phát triển của Microsoft là Tony Mangefeste đã chỉ ra rằng các nhà cung cấp sẽ cung cấp các cách thức để tùy chỉnh khả năng khởi động an toàn, đồng thời nêu rõ rằng "Cuối cùng, khách hàng sẽ có quyền kiểm soát PC của họ. Triết lý của Microsoft là để cung cấp cho khách hàng trải nghiệm tốt nhất trước tiên và cho phép họ tự đưa ra quyết định." Nguyên tắc chứng nhận của Microsoft dành cho Windows 8 cuối cùng đã tiết lộ rằng các nhà cung cấp sẽ được yêu cầu cung cấp cách thức để người dùng định cấu hình lại hoặc vô hiệu hóa khả năng khởi động an toàn trong firmware UEFI trên thiết bị của họ. Nó cũng tiết lộ rằng các thiết bị ARM (Windows RT) sẽ được yêu cầu kích hoạt tính năng khởi động an toàn vĩnh viễn và người dùng không có cách nào để vô hiệu hóa nó. Tuy nhiên, Tom Warren của The Verge lưu ý rằng các nhà cung cấp khác đã thực hiện các hạn chế phần cứng tương tự trên các sản phẩm điện thoại thông minh và máy tính bảng dựa trên ARM của họ (bao gồm cả những sản phẩm chạy nền tảng Windows Phone của chính Microsoft), nhưng vẫn lập luận rằng Microsoft nên "giữ cách tiếp cận nhất quán trên cả ARM và x86, đặc biệt là vì số lượng người dùng muốn chạy Android cùng với Windows 8 trên máy tính bảng trong tương lai của họ." Không có nhiệm vụ nào được đưa ra liên quan đến việc cài đặt chứng chỉ của bên thứ ba để cho phép chạy các chương trình thay thế.
Một số nhà phát triển trò chơi điện tử nổi bật đã chỉ trích Microsoft vì đã biến Windows Store thành một nền tảng đóng, tuân theo các quy định riêng của họ vì nó mâu thuẫn với quan điểm của họ về PC như một nền tảng mở. Markus "Notch" Persson (nhà sáng tạo trò chơi độc lập Minecraft), Gabe Newell (đồng sáng lập Valve và nhà phát triển nền tảng phân phối phần mềm Steam), và Rob Pardo từ Activision Blizzard đã bày tỏ lo ngại về bản chất khép kín của Windows Store. Tuy nhiên, Tom Warren của The Verge cho rằng việc Microsoft bổ sung Store chỉ đơn giản là đáp lại sự thành công của cả Apple và Google trong việc theo đuổi "cách tiếp cận cửa hàng ứng dụng được tuyển chọn".

### Đánh giá chuyên môn
Các bài đánh giá về các phiên bản khác nhau của Windows 8 đều có chiều hướng tiêu cực. Tom Warren của The Verge nói rằng mặc dù sự chú trọng của Windows 8 vào thiết bị cảm ứng là đáng kể và có nguy cơ khiến người dùng máy tính để bàn truyền thống bị xa lánh, anh cảm thấy rằng những chiếc máy tính bảng Windows 8 "khiến iPad có cảm giác lỗi thời ngay lập tức" nhờ mô hình kết hợp giữa 2 phương thức tương tác trên hệ điều hành này và việc tăng cường tập trung vào các dịch vụ đám mây. David Pierce của The Verge đã mô tả Windows 8 là "hệ điều hành máy tính để bàn đầu tiên hiểu được những gì máy tính phải làm trong năm 2012" và ca ngợi cách tiếp cận "không thỏa hiệp" của Microsoft cũng như sự nhấn mạnh của hệ điều hành này vào kết nối Internet và các dịch vụ đám mây. Pierce cũng coi Màn hình Start là một "sự đổi mới tuyệt vời cho máy tính để bàn" khi so sánh với "màn hình desktop chứa đầy thư mục trên mọi hệ điều hành khác" vì nó cho phép người dùng tương tác với những thông tin động.  Ngược lại, một bài báo của ExtremeTech cho rằng Windows 8 là sự "mất phương hướng" của Microsoft, và một bài đánh giá trên PC Magazine đã chỉ trích giao diện người dùng kiểu Metro. Một số ứng dụng đi kèm trong Windows 8 được coi là cơ bản và thiếu chức năng, nhưng những ứng dụng Xbox lại được khen ngợi vì mang lại trải nghiệm giải trí đa nền tảng. Các cải tiến và tính năng khác (chẳng hạn như File History, Storage Spaces và Task Manager mới) cũng được coi là những thay đổi tích cực. Peter Bright của Ars Technica viết rằng mặc dù những thay đổi về giao diện người dùng của nó có thể làm lu mờ chúng, nhưng hiệu suất cải thiện, trình quản lý tệp được cập nhật, chức năng lưu trữ mới, tính năng bảo mật mở rộng và Task Manager được cập nhật của Windows 8 vẫn là những cải tiến tích cực cho hệ điều hành này. Bright cũng nói rằng cách tiếp cận kép của Windows 8 đối với máy tính bảng và PC truyền thống cũng là một khía cạnh "cực kỳ tham vọng" của nền tảng này, nhưng chỉ trích Microsoft vì đã mô phỏng mô hình nền tảng phân phối khép kín của Apple khi triển khai Windows Store.
Giao diện người dùng của Windows 8 đã trở thành chủ đề bị phản ứng tiêu cực. Bright cho rằng hệ thống các góc nóng và vuốt cạnh của nó "không rõ ràng" do hệ điều hành thiếu những hướng dẫn về các chức năng được truy cập thông qua giao diện người dùng, ngay cả ở đoạn video hướng dẫn được thêm vào trên bản phát hành RTM (trong đó chỉ hướng dẫn người dùng trỏ vào các góc của màn hình hoặc vuốt từ hai bên). Bất chấp "chướng ngại vật" này, Bright cho biết giao diện của Windows 8 hoạt động tốt ở một số điểm, nhưng bắt đầu có cảm giác không mạch lạc khi chuyển đổi giữa môi trường "Metro" và desktop, đôi khi thông qua những cách thức không nhất quán. Tom Warren của The Verge cho rằng giao diện mới "tuyệt đẹp đến mức đáng ngạc nhiên", góp phần mang lại trải nghiệm "cực kỳ cá nhân" một khi đã được người dùng tùy chỉnh, nhưng các thao tác mới rất khó học và rất khó sử dụng bằng bàn phím và chuột. Ông lưu ý rằng mặc dù việc buộc tất cả người dùng sử dụng giao diện cảm ứng mới là một bước đi mạo hiểm đối với Microsoft nói chung, nhưng điều đó là cần thiết để thúc đẩy sự phát triển ứng dụng cho Windows Store. Các tác giả khác, chẳng hạn như Adrian Kingsley-Hughes từ ZDNet, coi giao diện là "vụng về và không thực tế" do thiết kế không nhất quán của nó (thậm chí còn coi nó như "hai hệ điều hành được bị bắt ép phải gắn chặt với nhau"), và kết luận rằng "Windows 8 không ra đời từ nhu cầu hay đòi hỏi; nó ra đời từ mong muốn của Microsoft trong việc phát huy ý chí của mình đối với ngành công nghiệp PC và quyết định định hình nó theo một xu hướng cụ thể—cảm ứng và máy tính bảng—cho phép nó cạnh tranh với và vẫn phù hợp khi đối mặt với iPad của Apple."
Vào năm 2013, Frank X. Shaw, phó chủ tịch tập đoàn Microsoft, nói rằng mặc dù nhiều đánh giá tiêu cực là cực đoan nhưng việc Microsoft "lắng nghe phản hồi và cải tiến sản phẩm" là một "điều tốt".
Chỉ số hài lòng của khách hàng Mỹ (ACSI) báo cáo sự sụt giảm về mức độ hài lòng của khách hàng của Microsoft, mức thấp nhất kể từ Windows Vista.

### Thị phần và doanh số
Microsoft cho biết đã có khoảng 4 triệu người dùng nâng cấp lên Windows 8 trong 3 ngày đầu tiên mở bán, con số mà theo CNET là dưới ngưỡng dự báo của Microsoft và được nội bộ công ty này coi là đáng thất vọng.
Vào ngày 27 tháng 11 năm 2012, Microsoft công bố hãng đã bán được 40 triệu giấy phép Windows 8 trong tháng đầu tiên, vượt tốc độ trước đó của Windows 7.
Tuy nhiên, theo hãng nghiên cứu NPD, doanh số thiết bị chạy Windows tại Hoa Kỳ đã giảm 21% so với cùng kỳ năm 2011. Khi mùa mua sắm cuối năm kết thúc, doanh số Windows 8 tiếp tục tăng trưởng chậm chạp, trong khi Apple ghi nhận doanh thu tăng đột biến. Công ty nghiên cứu thị trường IDC báo cáo lượng sụt giảm đáng kể đối với doanh số bán PC trong quý 4 năm 2012, đồng thời cho rằng điều này một phần có thể do thái độ e dè từ người tiêu dùng trước những tính năng mới của hệ điều hành, cùng với đó là sự hỗ trợ nghèo nàn từ các OEM dành cho những tính năng trên. Đây cũng là năm đầu tiên doanh số bán PC sụt giảm tại khu vực châu Á Thái Bình Dương, khi người tiêu dùng mua nhiều thiết bị di động hơn so với những chiếc PC chạy Windows.
Thị phần Windows 8 đã vượt qua Windows Vista với tỷ lệ sử dụng 5,1%, theo dữ liệu đăng tải vào tháng 7 năm 2013 bởi Net Applications, và tiếp tục tăng trưởng đều. Tuy nhiên, lượng người dùng đón nhận Windows 8 vẫn còn ít hơn so với Windows Vista và Windows 7 nếu xét tại cùng một thời điểm trong vòng đời phát hành của ba phiên bản trên. Thị phần máy tính bảng Windows 8 cũng ghi nhận mức tăng trưởng đều, với 7,4% số lượng máy tính bảng chạy Windows vào quý 1 năm 2013, theo Strategy Analytics, trong khi con số này một năm trước bằng không. Tuy nhiên, kết quả này vẫn còn kém xa Android và iOS, với thị phần lần lượt chiếm 43,4% và 48,2%, khi mà hai hệ điều hành này đã xuất hiện trên thị trường trong thời gian lâu hơn nhiều so với Windows 8. Strategy Analytics cũng lưu ý tình trạng "thiếu các ứng dụng quan trọng" dành cho máy tính bảng Windows mặc dù Microsoft đã có chiến lược trả tiền cho các nhà phát triển để tạo ứng dụng cho hệ điều hành này (giống như điều hãng đã làm với Windows Phone).
Vào tháng 3 năm 2013, Microsoft cũng đã thay đổi yêu cầu chứng nhận của hãng, trong đó cho phép máy tính bảng sử dụng độ phân giải màn hình tối thiểu 1024×768; thay đổi này được cho là sẽ kích thích sản xuất các mẫu máy tính bảng Windows 8 có kích thước nhỏ hơn—một thị trường đang được chiếm lĩnh bởi các dòng tablet chạy Android. Bất chấp những phản ứng từ các chuyên gia trong ngành, Microsoft báo cáo rằng hãng đã bán 100 triệu giấy phép trong 6 tháng đầu tiên, bằng với con số của Windows 7 trước đó. Số liệu này bao gồm cả những lô hàng trong kho đang chờ được bán để lấy chỗ cho những lô hàng mới.
Vào tháng 1 năm 2014, Hewlett-Packard bắt đầu giảm giá các mẫu máy tính để bàn chạy Windows 7, nói rằng chúng đã "quay trở lại theo nhu cầu của số đông khách hàng". Những nguồn tin bên ngoài cho thấy điều này có thể là do HP hoặc khách hàng của hãng cảm thấy Windows 8 sẽ phù hợp với điện toán di động hơn là máy tính để bàn, hoặc do họ đang muốn thu hút những khách hàng bị buộc phải chuyển đổi từ XP và muốn có một giao diện thân thuộc hơn.
Vào tháng 2 năm 2014, Bloomberg cho biết Microsoft sẽ giảm 70% chi phí giấy phép Windows 8 dành cho các thiết bị có giá bán lẻ dưới 250 USD; cùng với thông báo về một bản cập nhật hệ điều hành sẽ cho phép các OEM sản xuất những mẫu thiết bị chỉ từ 1 GB RAM và 16 GB dung lượng lưu trữ, các nhà phê bình cho rằng những thay đổi trên sẽ giúp Windows cạnh tranh với những thiết bị dựa trên Linux ở thị trường giá rẻ, cụ thể là nền tảng ChromeOS. Microsoft đã từng làm điều tương tự khi cắt giảm chi phí giấy phép Windows XP để cạnh tranh trước những làn sóng netbook chạy Linux đầu tiên. Một số báo cáo cũng chỉ ra rằng Microsoft đang lên kế hoạch cung cấp những gói giấy phép Windows 8 rẻ hơn cho các OEM để đổi lấy việc đặt Bing làm công cụ tìm kiếm mặc định trên Internet Explorer. Một vài hãng tin đã đưa ra nhận định nhầm lẫn rằng bản SKU gắn với kế hoạch này, "Windows 8.1 with Bing", sẽ là một biến thể miễn phí hoặc giá rẻ của Windows 8 dành cho người tiêu dùng sử dụng phiên bản Windows cũ hơn. Vào ngày 2 tháng 4 năm 2014, Microsoft tuyên bố sẽ loại bỏ hoàn toàn phí giấy phép cho các thiết bị có màn hình nhỏ hơn 9 inch, đồng thời cũng chính thức xác nhận SKU "Windows 8.1 with Bing" dành cho OEM như đã được đồn đoán vào ngày 23 tháng 5 năm 2014.
Dựa trên thông tin thu thập bởi Net Applications, thị phần của Windows 8 đã dần dần giảm xuống dưới mức 1% vào tháng 6 năm 2022.

### Lệnh cấm của chính phủ Trung Quốc
Vào tháng 5 năm 2014, chính phủ Trung Quốc đã ban hành lệnh cấm nội bộ đối với việc mua các sản phẩm chạy Windows 8 dưới những hợp đồng chính phủ yêu cầu thiết bị "sử dụng năng lượng hiệu quả". Tân Hoa Xã cho rằng lệnh cấm này là để phản đối chính sách vòng đời hỗ trợ của Microsoft và việc hãng chấm dứt hỗ trợ đối với Windows XP (phiên bản vẫn còn chiếm tới 51,52% thị phần tại Trung Quốc tính đến tháng 1 năm 2014), khi mà chính phủ "rõ ràng không thể bỏ qua những rủi ro của việc chạy một hệ điều hành không được đảm bảo hỗ trợ kỹ thuật." Tuy nhiên, chuyên gia Nghê Quang Nam thuộc Viện Khoa học Trung Quốc đã từng cảnh báo rằng Windows 8 có thể khiến người dùng chịu sự giám sát từ chỉnh phủ Hoa Kỳ bởi hệ điều hành này sử dụng rất nhiều dịch vụ trên Internet.
Vào tháng 6 năm 2014, Đài Truyền hình Trung ương Trung Quốc (CCTV) phát sóng một phóng sự tiếp tục nhận định Windows 8 là mối đe dọa tới an ninh quốc gia. Phóng sự trên có sự xuất hiện của ông Nghê Quang Nam, người đã trả lời phỏng vấn rằng các hệ điều hành có thể thu thập "thông tin người dùng nhạy cảm" dùng để "tìm hiểu về các điều kiện và hoạt động của nền kinh tế và xã hội quốc gia", đồng thời cáo buộc chính phủ Hoa Kỳ đã hợp tác với Microsoft để thu thập thông tin mã hóa, theo như những tài liệu bị rò rỉ bởi Edward Snowden. Dương Mân, một nhà khoa học máy tính tại Đại học Phục Đán, cũng cho rằng "các tính năng bảo mật trên Windows 8 về cơ bản là để phục vụ cho lợi ích của Microsoft, cho phép họ kiểm soát dữ liệu của người dùng, và điều đó gây ra thách thức lớn tới chiến lược an toàn thông tin quốc gia." Microsoft đã phủ nhận các cáo buộc trên qua một loạt các bài đăng trên mạng xã hội Trung Quốc Sina Weibo, trong đó khẳng định công ty chưa từng "hỗ trợ bất cứ chính phủ nào tấn công một chính phủ hoặc khách hàng nào khác" hay cung cấp dữ liệu người dùng cho chính phủ Hoa Kỳ, chưa từng "cung cấp quyền truy cập trực tiếp cho bất cứ chính phủ nào", hoặc đặt bất cứ backdoor nào trong các sản phẩm và dịch vụ của hãng, cũng như chưa bao giờ che giấu những yêu cầu truy cập dữ liệu khách hàng từ phía chính phủ.

## Windows 8.1

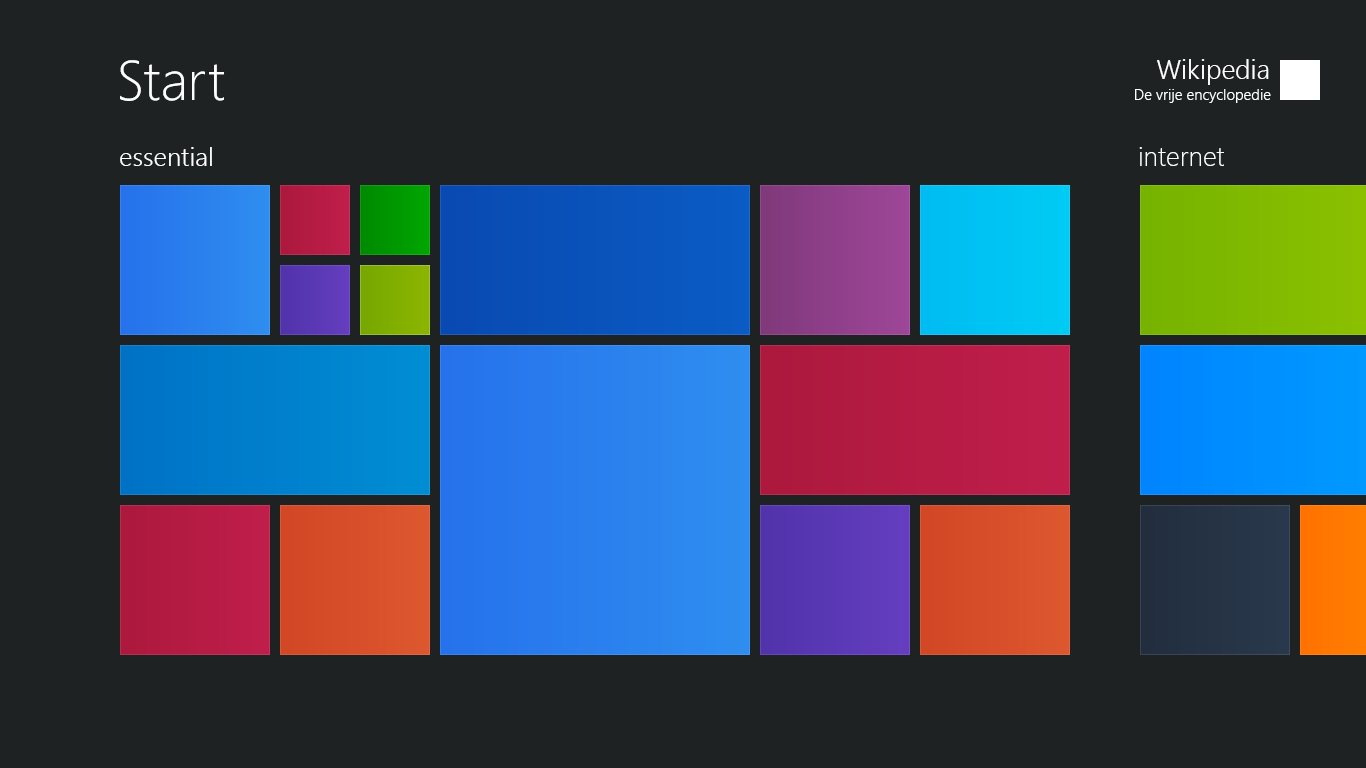
Màn hình Start của Windows 8.1 mà không có chữ với hình nền

Một bản cập nhật tính năng lớn cho Windows 8, có tên là Windows 8.1, được Microsoft công bố chính thức vào ngày 14 tháng 5 năm 2013. Sau khi được trình diễn tại Build 2013, phiên bản beta công khai của bản nâng cấp đã được phát hành vào ngày 26 tháng 6 năm 2013. Windows 8.1 được phát hành cho các đối tác phần cứng OEM (RTM) vào ngày 27 tháng 8 năm 2013 và được phát hành công khai dưới dạng bản nâng cấp miễn phí thông qua Windows Store vào ngày 17 tháng 10 năm 2013. Khách hàng cấp phép số lượng lớn và thuê bao đăng ký MSDN Plus và TechNet Plus ban đầu không thể tải được phiên bản RTM khi phát hành; một người phát ngôn cho biết chính sách này đã được thay đổi để cho phép Microsoft hợp tác với các OEM "nhằm đảm bảo một trải nghiệm chất lượng tại thời điểm phát hành rộng rãi." Tuy nhiên, sau những lời chỉ trích, Microsoft đã đảo ngược quyết định của mình và phát hành bản dựng RTM trên MSDN và TechNet vào ngày 9 tháng 9 năm 2013.
Windows 8.1 đã giải quyết một số lời chỉ trích mà Windows 8 gặp phải khi phát hành, với các tùy chọn tùy chỉnh bổ sung cho màn hình Start, khôi phục nút Start hiển thị trên thanh tác vụ, cho phép snap tối đa bốn ứng dụng trên một màn hình và khả năng khởi động trực tiếp vào màn hình desktop thay vì màn hình Start. Các ứng dụng gốc của Windows 8 cũng được cập nhật, hệ thống tìm kiếm hợp nhất dựa trên Bing mới được bổ sung, SkyDrive (nay là OneDrive) được tích hợp chặt chẽ hơn với hệ điều hành, một số ứng dụng gốc mới cùng với phần hướng dẫn cũng đã được thêm vào. Windows 8.1 cũng bổ sung hỗ trợ in 3D, truyền phát đa phương tiện Miracast, in qua NFC, và Wi-Fi Direct.
Microsoft tiếp thị Windows 8.1 dưới dạng "bản cập nhật" thay vì "gói dịch vụ" như họ đã làm với các bản sửa đổi như vậy ở những phiên bản Windows trước. Tuy nhiên, chính sách vòng đời hỗ trợ của Microsoft đối xử với Windows 8.1 tương tự như các gói dịch vụ Windows trước đó: Ngoại trừ người dùng Windows Embedded 8 Standard, việc nâng cấp lên 8.1 là bắt buộc để duy trì quyền truy cập vào các bản cập nhật và hỗ trợ chính sau ngày 12 tháng 1 năm 2016. Mặc dù Windows 8 RTM đã không còn được hỗ trợ nhưng Microsoft đã phát hành bản vá bảo mật khẩn cấp vào tháng 5 năm 2017 cho Windows 8 RTM, cũng như các phiên bản Windows không được hỗ trợ khác (bao gồm Windows XP và Windows Server 2003), để giải quyết một lỗ hổng đang bị lợi dụng bởi cuộc tấn công ransomware WannaCry. Các bản cập nhật cho những ứng dụng được xuất bản trên Windows Store sau ngày 1 tháng 7 năm 2019 sẽ không còn khả dụng cho người dùng Windows 8 RTM.
Các bản cài đặt bán lẻ và OEM của Windows 8, Windows 8 Pro và Windows RT có thể được nâng cấp miễn phí thông qua Windows Store. Tuy nhiên, khách hàng cấp phép số lượng lớn, người đăng ký TechNet hoặc MSDN và người dùng Windows 8 Enterprise phải có phương tiện cài đặt độc lập cho 8.1 và cài đặt thông qua quy trình thiết lập Windows truyền thống, dưới dạng nâng cấp tại chỗ hoặc cài đặt sạch. Điều này yêu cầu khóa sản phẩm dành riêng cho 8.1.